# Sami Pensala
Sami Pensala (ur. 11 kwietnia 1964 w Helsinkach) – fiński kierowca wyścigowy.

## Biografia
Karierę zaczynał w kartingu. W 1976 roku został II wicemistrzem Finlandii w grupie F2, natomiast rok później wywalczył kartingowe mistrzostwo Finlandii w grupie G. W 1980 roku uczestniczył w kartingowych mistrzostwach świata. Rywalizację samochodami jednomiejscowymi rozpoczął od Fińskiej Formuły Vee, której wicemistrzem został w 1984 roku. W latach 1985–1986 ścigał się w Formule 3 w Finlandii, Szwecji i Niemczech. Został mistrzem Finlandii w 1985 roku i wicemistrzem rok później. Następnie powrócił do Fińskiej Formuły Vee, zdobywając mistrzostwo tej serii w latach 1987–1989.